# Jippo
Jippo (precedentemente JIPPO nel 2001–2024)  è una società calcistica finlandese, con sede a Joensuu. Milita nella Ykkösliiga, il secondo massimo campionato di calcio finlandese. Jippo gioca le partite casalinghe a Mehtimäki, Joensuu.

## Storia
JIPPO è stata fondata nel 2001 dopo la fusione di JiiPee e Ratanat – entrambe partecipanti alla Kakkonen (terzo livello), la divisione in cui il Jippo ha giocato le sue prime quattro stagioni dal 2002 al 2005.  La squadra è stata promossa in Ykkönen per la stagione 2006 dopo aver vinto il girone orientale della Kakkonen e aver battuto il Klubi-04 con un punteggio complessivo di 2-1 nei play-off promozione. Dopo 9 anni di militanza in Ykkönen, lo JIPPO è retrocesso in Kakkonen per la stagione 2015, riconquistando la promozione in Ykkönen dopo la stagione 2020.
Nel periodo 2022-2023, lo JIPPO ha partecipato alla Kakkonen. Per la stagione 2024, al club è stata concessa la licenza per la nuova seconda divisione della Ykkösliiga tramite una procedura supplementare e, a sorpresa, si è classificato al terzo posto nella divisione.

## Palmarès

### Competizioni nazionali
- Kakkonen: 3

2005, 2020, 2023

### Altri piazzamenti
- Ykkösliiga:

Terzo posto: 2024